# 2024年の航空
2024年の航空（2024ねんのこうくう）では、2024年（令和6年）の、世界の航空の状態や出来事をまとめる。
2023年の航空 - 2024年の航空 - 2025年の航空

## 概観（通年）

### 旅客航空
国際航空運送協会（IATA）はこの年の世界の航空総旅客数が47億人、総収益が9640億ドルとなり、いずれも過去最多を更新すると予測した
SAFの利用量の増加
以前から航空機は他の乗り物と比較して二酸化炭素排出量が多くて地球環境に悪い、との指摘が続いているので、航空業界では本年も持続可能な航空燃料（SAF）の導入が注目されており、航空会社や業界関係者は二酸化炭素排出の削減に向けて取り組んでいる。2024年のSAFの利用量は13億リットル（1.3 billion liters） に達し、2023年の約0.5 百万トン（6億リットル）から倍増した。だが、これは2024年の航空燃料消費量のわずか0.53 %にすぎない。各国政府は、国際民間航空機関（ICAO）を通じて2030年までにSAFによって国際航空のCO₂排出量を5%削減するという目標を掲げているが、この目標を達成するには、原料の多様化や政府による製造の推進など、やるべきことが山積みの状態である。
デジタル技術を用いたサービスの向上
生体認証、AIを活用した顧客サービス、機内のWifi高速接続など、情報技術（IT）を用いたサービス向上が航空旅行を変えつつある。
2024年のIATAの国際旅客調査（Global Passenger Survey）によると、旅客の満足度が高いのは点は航空便の予約が便利になったこと（スマートフォンやウェブブラウザからできること）であり85%の人々が満足している。逆に旅客の満足度が低いのは、出入国管理（Border Control）と入国審査（Immigration）および到着後の手荷物の受取り（baggage collection）に時間がかかりすぎることであり、満足度は65%にすぎず16%の人が不愉快だと表明している。

### 貨物航空
年間貨物需要（CTK）は前年比＋11.3％増で、国際線では＋12.2％となり、2021年の記録を上回る過去最高を記録した。特にEコマースの拡大や、紅海において海上輸送の「混乱」（disruption）や船舶に対する攻撃事件が起きたことで、航空便への振り替えが起きたことが追い風となった。

### 航空機製造産業
ボーイングやエアバスといった航空機メーカーは大きな受注残（バックログ）を抱えており、航空会社が将来の航空需要が非常に強いと推定して航空機を発注していることを示している。
- エアバス社
  - 機数ベースの受注残：2024年末に 8,658機（商用機）[6]
  - 金額ベースの受注残：2024年末に 約6290億ユーロ( 6290億€ ） （2023年末の5540億ユーロから大幅増加）[7]
- ボーイング社
  - 機数ベースの受注残：2024年第4四半期末（10月時点）に 約6,268機[8]
  - 商用機のみの契約残高が、2024年3月末時点で 約4,475億ドル[9]。

### 定期便の新規就航、復活、廃止
世界で2024年に新規就航した路線（定期便）の数は28で、廃止された路線は19であった。新規路線の数が例年に比べてかなり少ないが、その一方で、廃止された路線の数のほうも例年と比べて少なかった、ということがIATAが2025年に分析したところ判明した。新規路線は、欧州やアジア・パシフィックにおいて自由化や経済成長の恩恵で多かったのに対して、航空市場が成熟し安定している北米（アメリカ合衆国）では少なかった。
新規就航の28路線には、KMマルタ航空、ガボン航空、ANAグループのAir Japanなどの路線などが含まれる。
そのほか、イスラエルのAir Haifa （英語版） の路線なども含まれる。 一方、路線が廃止された理由は、経済性（収益性）、サプライチェーン、地政学的理由などであった。
- 1月31日 - トキエアは新潟空港と札幌飛行場を結ぶ直行便を就航し、1日に2往復運航する[12]。
- 3月13日 - ZIPAIR Tokyoは成田国際空港とバンクーバー国際空港を結ぶ直行便を就航し、週に3往復運航する[13]。
- 4月 - 2024年問題への対応として、ヤマトホールディングスが貨物専用便を就航する[14]。
- 5月 - フィンエアーが新型コロナウイルス感染症の世界的流行前まで運航していた中部国際空港とヘルシンキ・ヴァンター国際空港を結ぶ直行便が復活する[15]。
- 8月12日 - シンガポール航空が期間限定でA380をシンガポール－成田線に再投入すると発表[16]。

## 出来事
- 3月12日 - アルゼンチン当局はイランと関係があるベネズエラ会社エムトラスル（英語版）の貨物機1機をアメリカ合衆国側に引き渡したことに対し、ベネズエラのマドゥロ大統領はアルゼンチンの航空機の自国領空への進入を拒否すると表明したため、アルゼンチン側は外交上の措置発動を発表し、外交戦に発展した[17]。
- 6月2日～4日 - IATA（国際航空運送協会）の第80回年次総会（AGM）が、アラブ首長国連邦のドバイにおいて、ホスト航空会社はエミレーツ航空として開催された。ウィリー・ウォルシュ事務局長から航空業界の収益予想の上方修正の報告があったほか、主な議題・関心事はSAF（持続可能な航空燃料）、およびSAFレジストリーの設置計画であった。

## 航空機事故
- 1月2日 - 17時47分、東京国際空港（羽田空港）C滑走路で日本航空の旅客機が着陸直後に海上保安庁の機体と衝突し炎上[18]。
- 1月5日 - アラスカ航空1282便（ボーイング737MAX9）はポートランド国際空港を離陸した直後、機体後部の非常口付近が脱落したため、機体内は急速な減圧に見舞われるものの、ポートランドへの緊急着陸に成功した[19]。
- 1月10日 - コートジボワールで開催予定のアフリカネイションズカップ2023に参加するサッカーガンビア代表を乗せたエール・コートジボワールのチャーター便が離陸9分後に出発地のバンジュール国際空港に緊急着陸。離陸直後に与圧の圧力不足が発生し、機体内は酸欠および高温状態に陥った。乗客は頭痛、めまいおよび意識喪失を経験したと述べた[20][21]。
- 1月14日 - ロシア軍のA-501機がアゾフ海上空で何者かにより撃墜[22]。
- 1月20日 - アフガニスタン北部のバダフシャーン州のパキスタンとの国境付近の山岳地帯でタイからインドを経由し、ウズベキスタンとロシアへ向かう6人（乗員4人、乗客2人）を載せた個人所有のダッソー ファルコン 10（機体登録国はモロッコ）が墜落[23]。6人のうち、4人が負傷により治療を受け、残りの2人は死亡[24][25]。
- 1月24日 - ロシアのIl-76軍用輸送機はウクライナとの国境付近のベルゴロド州で墜落。飛行機にはウクライナ軍の捕虜65人が乗っていた[26]。
- 1月28日 - ブラジルのミナスジェライス州のイタペヴァ（英語版）でパイパー PA-46が墜落した事故が発生。7人死亡[27]。
- 2月6日 - 元チリ大統領のセバスティアン・ピニェラが操縦するヘリコプターがチリ南部のランコ湖に墜落し、ピニェラ本人が死亡[28]。
- 3月11日 - LATAM航空の飛行機はシドニー国際空港からオークランド国際空港への飛行途中に急降下した。乗員乗客50人が負傷、12人はオークランドの病院に搬送された[29]。
- 4月20日 - 日本の海上自衛隊のSH60K哨戒ヘリコプター2機は伊豆鳥島の沖合で衝突したと見られる。1人死亡、7人行方不明[30]。
- 4月23日 - マレーシア海軍のヘリコプター2機は建軍記念日式典のリハーサル中に衝突し墜落。10人死亡[31]。
- 5月19日 - イラン大統領のエブラーヒーム・ライースィーや外相のホセイン・アミールアブドッラーヒヤーンを乗せたヘリコプターがイラン北西部の東アーザルバーイジャーン州で墜落。全員が死亡[32][33]。
- 5月21日 - ロンドン・ヒースロー国際空港からシンガポール国際空港へ向かうシンガポール航空SQ321便（ボーイング777-300ER）はベンガル湾上空で乱気流に遭遇し、急降下した後にバンコクのスヴァルナプーミー空港で緊急着陸。1人死亡、70余人が負傷[34]。
- 6月7日 - 元宇宙飛行士のウィリアム・アンダースはアメリカ合衆国北西部ワシントン州のサンフアン諸島付近で発生した海への不時着事件で死去[35]。
- 6月10日 - マラウイ副大統領のサウロス・チリマ（英語版）を乗せたマラウイ空軍機はチカンガワ森林保護区（英語版）一帯で墜落し、乗客乗員10人は全員死亡[36]。
- 7月24日 - ネパール・カトマンズのトリブバン国際空港を離陸中のポカラ国際空港行きのサユラ航空（英語版）機が墜落。乗客乗員19人が搭乗[37]。
- 8月9日 - ブラジル・サンパウロ州ヴィニェド（英語版）で乗員乗客61人を乗せたボエパス航空（英語版）のATR 72が墜落。全員死亡[38]。
- 8月27日 - アトランタ空港近くのメンテナンス施設でデルタ航空保有のボーイング757のタイヤが爆発し、2名が死亡し3人が重傷を負った。[39]
- 8月31日 - ロシアのカムチャツカ半島でヴィティアズ・エアロが所有するMi-8Tが墜落。乗客19人、乗員3人の全員が死亡した[40]。
- 9月10日 - ハーツフィールド・ジャクソン国際空港で羽田行きのデルタ航空295便とラファイエット行きのエンデバー航空5526便が滑走路上で接触し、5526便の尾翼が丸ごと外れた。295便の乗員乗客221人、5526便の乗員乗客56名に怪我はなかった。機材は295便がエアバスA350、5526便のほうがCRJ900である[41]。
- 10月20日 - ニューメキシコ州のラスクルス空港で開かれた航空宇宙博覧会で軽飛行機が墜落した。この事故で飛行機を操縦していたチャック・コールマン（英語版）が死亡した。この操縦士は映画「トップガン」で出演者の飛行教育を担当したベテラン操縦士だったと伝えられた[42]。
- 11月19日 - カナダのバンクーバー国際空港で着陸進入中にフラップに問題が発生したアマゾン・エアのB767がオーバーランし機体の前輪部が損傷した[43]。
- 11月24日 - アンタルヤ空港でアジムト航空のスホーイ・スーパージェット100が着陸したところ、左エンジンから出火し炎上した[44]。
- 11月25日 - リトアニアのビリニュス空港に着陸しようとしていたDHLのボーイング737-400型が墜落し、民家に衝突した。貨物機に搭乗していた4名のうち1名が死亡、3名が負傷した。民家にいた人は全員無事だった[45]。
- 12月17日 - ハワイ州で離陸直後の小型貨物機（カマカ・エア689便）が空きビルに墜落し、乗員2名が死亡した[46]。
- 12月20日 - マレーシアのアンソニー・ローク（英語版）運輸相が2014年に消息を絶ったマレーシア航空370便の再捜索することを決めたと明らかにした[47]。
- 12月25日 - バクー国際空港発グロズヌイ国際空港行きのアゼルバイジャン航空のE190がカザフスタン・アクタウのアクタウ空港付近で墜落。乗員乗客67名のうち38名が死亡し、29名が負傷した[48][49]。

- 12月29日 - スワンナプーム空港発務安国際空港行きのチェジュ航空機が務安国際空港で胴体着陸の末外壁に衝突し、爆発・火災が発生した。乗員乗客181人中、179人が死亡し2名が負傷した。737シリーズ史上2番目に死者の多い事故となった[50]。